# Salamandastron
Salamandastron è un romanzo di Brian Jacques uscito in Inghilterra nel 1992
Quinto romanzo appartenente alla serie di Redwall che vede protagoniste le creature della contea di Fiormuschiato. In questo capitolo le vicende si estendono fino alla lontana rocca di Salamandastron già precedentemente incontrata in Fiormuschiato, dove il tasso signore della montagna forgiò per Martino il guerriero la spada che lo portò alla vittoria. In questo romanzo l'intreccio è molto articolato, i personaggi sono molti e accuratamente rifiniti. Nonostante sia riferito ad un pubblico giovane, in Salamandastron troviamo molto presente il tema della violenza e della morte, nonché spicca più degli altri libri il rapporto tra padri e figli e lo scontro generazionale (sia il buono Urtvait che il malvagio Feragho hanno scontri frequenti con la propria prole, tematiche che rendono il libro appartenente ad una categoria comunque non strettamente "per ragazzi". Il libro è stato edito in Italia per la prima volta nel 1999 da Arnoldo Mondadori Editore nella traduzione di Anna Zapparoli e con illustrazioni di Gary Chalk.

## Trama
Oltre le montagne ad ovest di Fiormuschiato si erge il vulcano spento di Salamandastron che funge da rocca per i tassi da tempi immemorabili. L'orda della temibile donnola Feragho e del suo impudente figlio si appressano a conquistare la montagna e il presunto tesoro contenuto al suo interno. Lord Urtvait il forte, insieme alle sue fide lepri combattenti, lotterano contro gli invasori, mentre la figlia adottiva del primo è scappata per spirito di ribellione. Intanto di qua dalle montagne, nella prestigiosa abbazia di Redwall viene rubata la spada di Martino, patrono dell'abbazia, spetterà al giovane scoiattolo Samkim andare a cercarla, nel mentre nell'abbazia scoppia una grave epidemia. Personaggi e avventure si mischieranno insieme e i destini si intrecceranno tra loro.